# Натиск (группа)
«На́тиск» — российская хеви-метал-группа, существовавшая с 1999 по 2018 годы.

## История
Группа «Натиск» появилась зимой 1999 года. Коллектив был создан на основе существовавшей с осени 1994 по осень 1999 года группы «Агония», которая играла классический хард-н-хеви. В ней играли вокалист и бас-гитарист Андрей Денисов, гитарист Евгений Беляев и барабанщик Сергей Засецкий. Однажды на репетицию к «Агонии» приехал Владимир Нечаев, бывший гитарист группы «Adolf Castle», старый знакомый музыкантов. Владимиру понравился услышанный материал и начал играть вместе с «Агонией». Новый гитарист предложил название «Натиск», которое придумал во время службы в армии, а также взял на себя часть администраторских функций. Работа над новыми песнями была коллективной. 11 января 2000 года группа впервые выступила в московском клубе «Р-Клуб» вместе с группой «Мастер» и ещё несколькими коллективами на мероприятии КРУСТЕР 2000. После этого «Натиск» продолжил активно выступать в московских рок-клубах с такими именитыми коллективами, как «Маврик», «Легион», а также принимал участие в различных рок-фестивалях и байк-шоу.
К середине 2001 года группа стала достаточно известна в столице среди поклонников хард-н-хеви. В сентябре 2002 года увидел свет первый альбом группы «Натиск» — «Одинокий герой». Он был записан на студии Moroz Records и получил хорошие оценки в музыкальной прессе. В течение следующих двух лет в группе произошло несколько изменений в составе.
После заключения контракта с лейблом CD-Maximum, в мае 2004 года вышел второй альбом «Небо в огне». «Натиск» дал ряд концертов в поддержку нового альбома, а также участвовал в мероприятиях, посвящённых поддержке соотечественников за рубежом. Музыканты выступили в Лондоне в январе 2005 года в рамках фестиваля Russian Winter на Трафальгарской площади вместе с известными музыкантами России; по официальной информации мероприятие посетило около 80 000 человек. 60-летию Победы и российским соотечественникам за рубежом был посвящён макси-сингл группы «Я возвращаюсь в Москву», вышедший в мае 2005 года. Также «Натиск» в качестве «разогревающей» команды участвовал в концерте «Deep Purple» в Болгарии.
После этого музыканты вплотную принялись работать над материалом для четвёртого альбома «Второе дыхание». 2006 год группа «Натиск» начал с выступления на фестивале «Russian Winter», исполнил песни с диска «Я возвращаюсь в Москву» и стал единственным коллективом, который принял участие в фестивале второй год подряд. В 2007 году было записано несколько песен для четвёртого номерного альбома. Следующие два года ознаменовались несколькими изменениями состава группы. В 2009 году группа масштабно отпраздновала своё десятилетие в клубе Little Rock.
20 сентября 2010 года вышел альбом «Волчьи слёзы». В конце 2012 года стало известно, что вокалист Алексей Тышкевич уволен по состоянию здоровья. Его место занял Кирилл Стрижов, до этого участвовавший в группах «Ламанш» и «Алый рассвет». Весной 2014 года первый вокалист Андрей Денисов согласился заменить басиста Андрея Быковского на концерте, а позже стал постоянным вокалистом группы. Осенью 2014 года вышел сольный макси-сингл Владимира Нечаева «Хочу лететь на пламя!», куда вошли песни его авторства, стилистически отличающиеся от творчества группы «Натиск».
В мае 2015 года группа представила на суд публике новую песню «Мир как стекло». В конце 2015 года стало известно, что «Натиск» закончил работу над новым макси-синглом, получившим название «Под прицелом», а 28 января 2016 года новый диск вышел на физическом носителе. 15 сентября 2016 года вышло переиздание дебютного альбома «Одинокий герой», дополненное бонус-треком «Голос» — перезаписанной песней из репертуара группы «Агония». После ряда изменений в составе, в феврале 2018 года было объявлено о распаде группы. Её бывшие участники Андрей Денисов, Роман Беглов, Михаил Старостин и Андрей Быковский организовали собственный проект «Тяжёлая ночь», продолжая исполнение песен «Натиска» и параллельно готовя новый материал.

## Состав группы

### Последний состав
- Андрей Денисов — вокал, клавишные, флейта (1999—2007, 2014—2018), бас-гитара (1999—2002)
- Владимир Нечаев — ритм-гитара, бэк-вокал (1999—2018)
- Роман Беглов — соло-гитара (2017—2018)
- Александр Романов — бас-гитара, бэк-вокал (2017—2018)
- Михаил Старостин — барабаны (2009—2018)

### Бывшие участники
- Алексей Тышкевич — вокал (2007—2012)
- Кирилл Стрижов — вокал (2013—2014)
- Евгений Беляев — соло-гитара, бэк-вокал (1999—2017)
- Андрей Быковский — бас-гитара (2003—2017)
- Дмитрий Ковалёв — ударные (2008—2009)
- Василий Горшков — ударные (2006—2008)
- Сергей Засецкий — ударные, клавишные (1999—2006)
- Александр Львов — ударные, бас-гитара (2002—2003)
- Екатерина Федоткина — ударные (2003)

## Дискография
- 2002 — «Одинокий герой»
- 2004 — «Небо в огне»
- 2005 — «Я возвращаюсь в Москву» (макси-сингл)
- 2006 — «Скрипач» (промо-диск)
- 2006 — «Второе дыхание»
- 2008 — «Тяжёлая ночь» (макси-сингл)
- 2010 — «Волчьи слёзы»
- 2016 — «Под прицелом» (макси-сингл)

## Рецензии
- Рецензия на альбом «Одинокий герой» в журнале Dark City № 13, 2003 год
- Рецензия на альбом «Небо в огне» в журнале Dark City № 21, 2004 год
- Рецензия на альбом «Второе дыхание» в журнале Dark City № 33, 2006 год
- Рецензия на альбом «Второе дыхание» в журнале Rockcor № 70, 2007 год
- Рецензия на макси-сингл «Тяжёлая ночь» в журнале Dark City № 44, 2008 год
- Рецензия на альбом «Волчьи слёзы» в журнале Dark City № 59, 2010 год
- Всеволод Баронин Рецензия на альбом группы «Натиск» «Одинокий герой» (2002 / 2016)